# 紅領巾

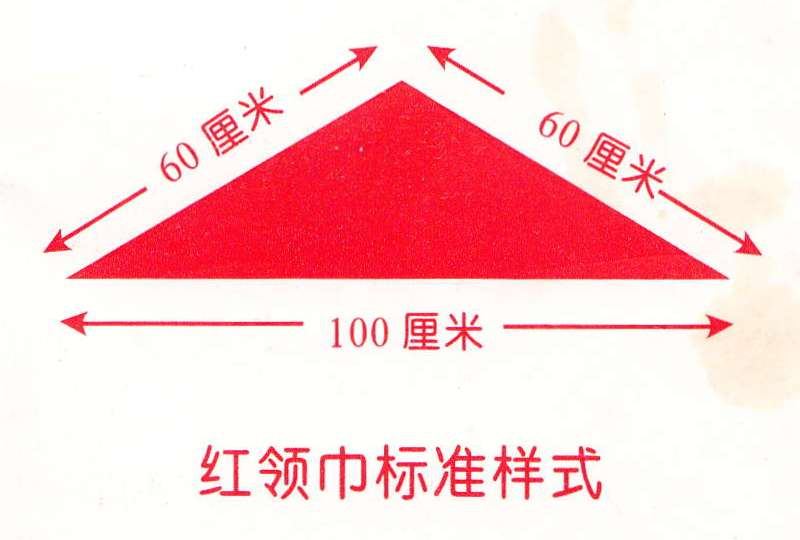
中国少先队的一条红领巾

红领巾（俄语：Пионе́рский га́лстук；西班牙語：Pañoleta roja）是大多数社会主义国家和部分国家的先鋒運動组织成员所佩戴标志的统称，常为红色的三角形领巾。

## 历史

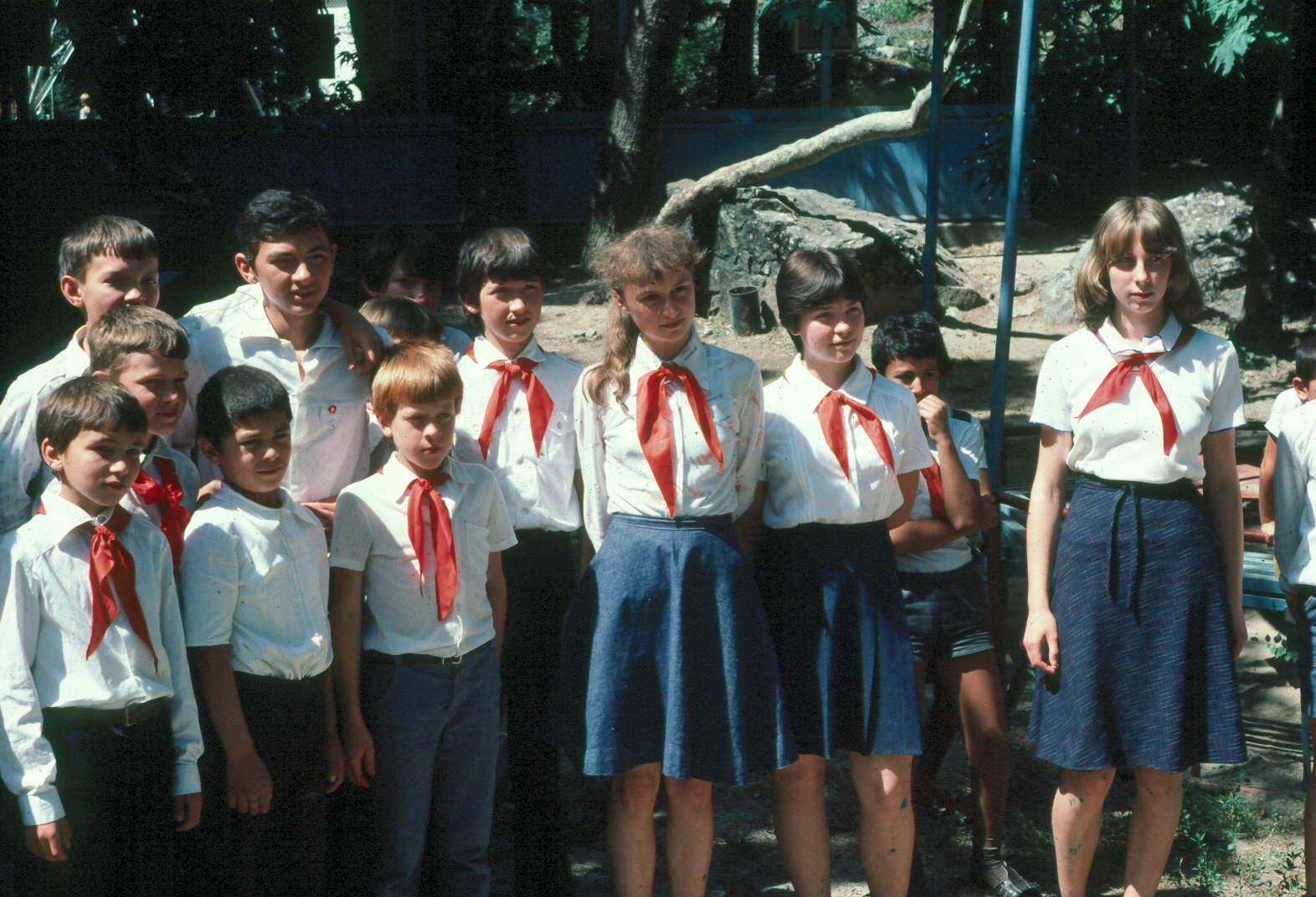
佩戴红领巾的苏联少先队员

一般认为少先队的红领巾源于苏联，但有多种说法。
- 一说为源于俄罗斯的东正教。列宁1917年领导十月革命取胜利。俄共（布）为加强对孩童的共产主义的思想教育，于是设立了少先队。其时东正教会在俄势力很大，少年儿童每星期日上主日学时戴着“红领巾”作为识别的标志，而且当时的俄罗斯社会将红领巾视作一种光荣标志，俄共（布）就决定以红领巾作为少先队的标志。此后红领巾也被赋予“红旗的一角”的含义。

- 另一说是1922年2月13日，在苏联莫斯科成立了世界上第一个工人阶级政党领导的少先队组织苏联少年先锋队。刚成立时，少先队队员没有特殊的标志。列宁的夫人克鲁普斯卡娅于是提议共青团为少先队员设计一种特殊的标志。在一次吸收新队员的大会上，一女工把自己的红色三角头巾解下系在一少先队员的脖子上，说道：“戴着它，别玷污了它！它的颜色是同革命战旗一样的！”由此，红领巾就诞生了。[1]

- 由于苏联少先队在1922年5月建立时为部分留下的原沙俄童军组织重新组织而成，因此红领巾受到了童军领巾一定的影响。[2]

## 使用情况

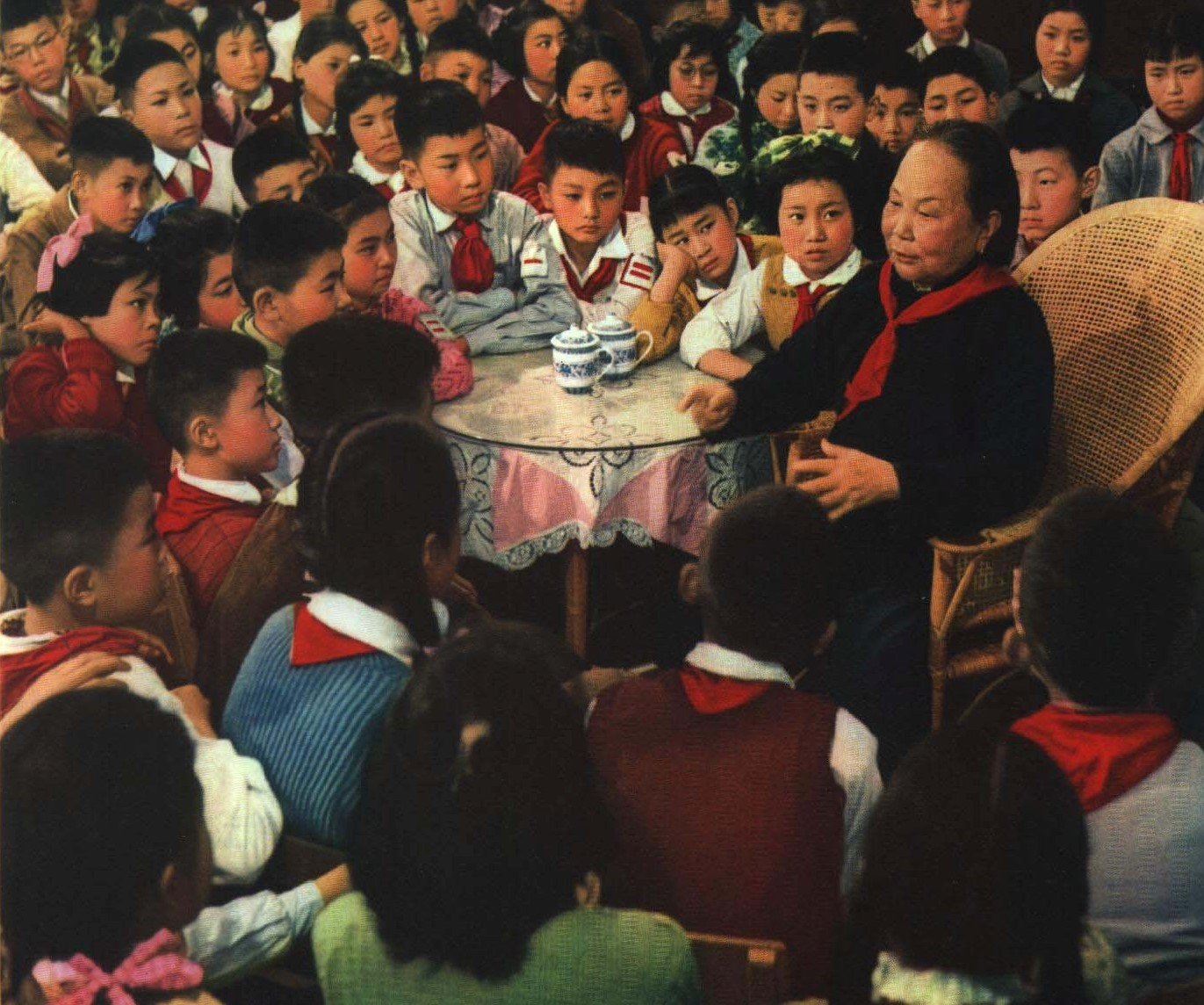
1965年《人民畫報》中五卅运动经历者施小妹给少先队员讲历史的照片。她亦佩戴红领巾。

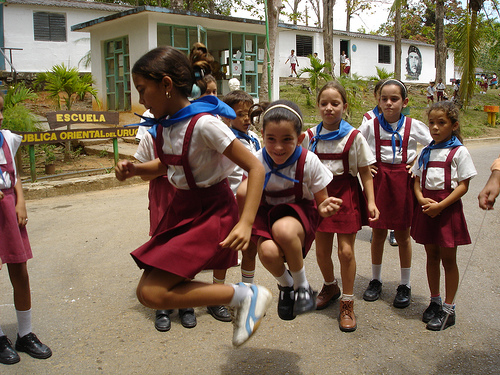
古巴少先队员佩戴的蓝领巾

绝大部分的欧洲、亚洲社会主义国家的先锋队组织成员都佩戴红领巾，部分国家先锋队领巾的样式和佩戴方法亦有不同。为来宾佩戴红领巾，也成为了少先队的礼节之一，常见于苏联、中华人民共和国、东德、朝鲜等国。

### 仍在使用
- 中华人民共和国：中国少年先锋队队员佩戴的红色的三角形领巾，代表红旗的一角，象征无产阶级的革命传统。由于佩戴者为中国少年先锋队队员，所以红领巾也常作为少先队队员的代称。其形状为等腰三角形，大小两种型号的三边长分别为72，72，120厘米和60，60，100厘米。遵循GB/T28846-2012标准。

中国少先队队员在校期间或参加集体活动时佩戴红领巾。部分地区在加入少先队前，会加入官方组织的儿童团佩戴树叶形状的绿领巾，作为少先队的预备队，由学校进行佩戴红领巾方法的辅导工作，学校会对红领巾的佩戴情况进行检查。少先队组织主要分布在义务教育阶段的学校，通常在六年的小学阶段（也有部分小学为五年），小一至小二时加入儿童团，小三至小四阶段加入少先队，绝大部分中小学生必须参加少先队。中学时代开始，年满14周岁、被认为是“优秀”的中学生会被陆续要求加入共产主义青年团。到了高中阶段，大部分学生已经加入共青团，其余的则在初中毕业时离开少先队。共青团并非强制參加，无论是正式加入共青团，或者是初中毕业，都被认为是退出少先队，不用再佩戴红领巾（也有的学校在初中阶段要求所有学生佩戴红领巾）。在夏季，允许佩戴队徽代替佩戴红领巾。
- ：红领巾的佩戴时常盖住衣领，同时在佩戴前也不沿长边折叠。
- 古巴：低年级学生佩戴红领巾，高年级佩戴蓝领巾。
- 白俄羅斯：苏联解体后佩戴半边绿半边红的领巾，白俄羅斯共和青年聯盟佩戴带绿边的红领巾。[5]
- ：苏联解体后佩戴带有国旗白绿色边的红领巾。
- 越南：使用质地较薄的红领巾，三个角象征家庭的三代人以及共产党、青年团和少先队。

### 曾经使用
- 苏联：苏联的红领巾规格为100x30厘米，最初为深红色棉质，后期改为偏红橙色的化纤材料，价格为55-75戈比。红领巾的三个角象征苏联共产党、苏联共青团和苏联少先队，打成的结象征这三代人的团结。

苏联少先队的红领巾最早并不通过打结佩戴，而是使用专门的金属领巾结，上面绘有一个在镰刀锤子背景下的篝火图案，五块原木象征五大洲，火焰代表共产国际，象征革命之火将点燃五大洲，并以“时刻准备着”（Всегда готов!）环绕。
但1930年代末开始，苏联境内广泛流传着一个传言：仔细观察领巾结上的火焰能看到纳粹的卐字标志和托洛茨基肖像，火焰组成的“З”字母象征季诺维耶夫。由于这些传言，一些学校和夏令营停止要求少先队员使用领巾结，而直接打结佩戴。共产国际解散后，领巾结更加不合时宜。苏共中央和内务人民委员部曾调查这一传言，但无果而终。1960年代早期，领巾结被彻底废除。
- 德意志民主共和国  ：东德存在两个少先队组织，小学生先加入民主德国少先队佩戴蓝领巾，三年之后加入台尔曼少先队才改为红领巾。[8]其中蓝领巾的三个角象征家庭、学校和儿童自己，蓝领巾来自蓝色的自由德国青年团团旗，象征蓝天和阳光。[9]

- 罗马尼亚社会主义共和国：佩戴带有国旗颜色黄蓝色边的红领巾。[10]

- 保加利亚人民共和国：低年级参加小恰夫达尔，佩戴蓝领巾；高年级参加季米特洛夫先锋队，佩戴红领巾。

- 匈牙利人民共和国：低年级参加小鼓手佩戴蓝领巾，高年级参加匈牙利先锋队佩戴红领巾，后期红领巾缀有匈牙利国旗色带。[11][12]

- 阿富汗民主共和国：阿富汗少先队使用黑、红、绿国旗三色的领巾。
- 阿尔巴尼亚人民共和国
- 安哥拉人民共和国
- 贝宁人民共和国
- 剛果人民共和國
- 捷克斯洛伐克社会主义共和国
- 民主柬埔寨
- 柬埔寨人民共和國
- 社会主义埃塞俄比亚
- 蒙古人民共和国
- 莫桑比克人民共和國
- 波兰人民共和国
- 也门民主人民共和国
- 南斯拉夫社会主义联邦共和国

## 红领巾的结法
- 将红领巾沿长边折叠（见图）。

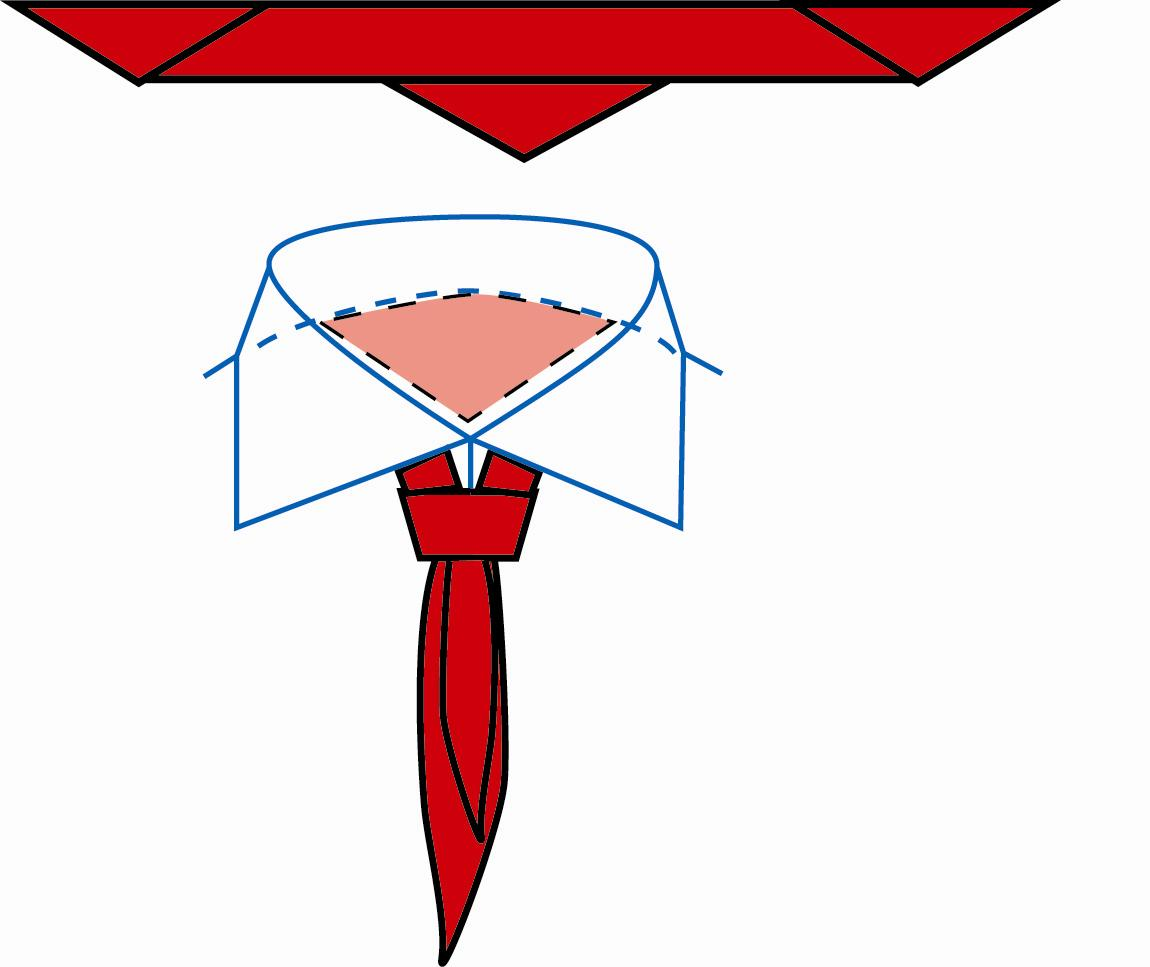
折叠后和佩戴完成的红领巾

- 折起衣领，将领巾披在肩后，衣领的高度，钝角正对脊椎。
- 将两角拉至前方，右角放在左角下方，两角交叉。
- 将右角经过左角前面拉到右边，左角不动。
- 右角经左右两角交叉的空隙中拉出，右角恰绕过左角一圈。
- 将右角从此圈中拉出，抽紧。
- 放下衣领。

## 其他用途
缅甸佤邦联合军士兵亦佩戴红领巾。
- 佤邦联合军女兵
- 佤邦联合军战士